# Gwiazdy zmienne typu W UMa
Gwiazda zmienna typu W UMa – układ podwójny zaćmieniowy, którego składniki położone są bardzo blisko siebie. Okres obiegu gwiazd wokół barycentrum, a zatem okres zmian jasności, wynosi do jednego dnia. Ze względu na swą bliskość, gwiazdy są silnie zdeformowane. Ich kształt przypomina elipsoidę obrotową. Niekiedy są one złączone w punkcie libracyjnym. Wtedy może występować między składnikami układu wymiana materii. Blask gwiazd charakteryzuje się ciągłą zmianą (krzywa przypomina niekiedy sinusoidę). Zmiana jasności jest w dużej mierze rezultatem tego, że w różnym czasie widać większe lub mniejsze powierzchnie gwiazd. Głębokości minimów są porównywalne.